# Marché Grenelle

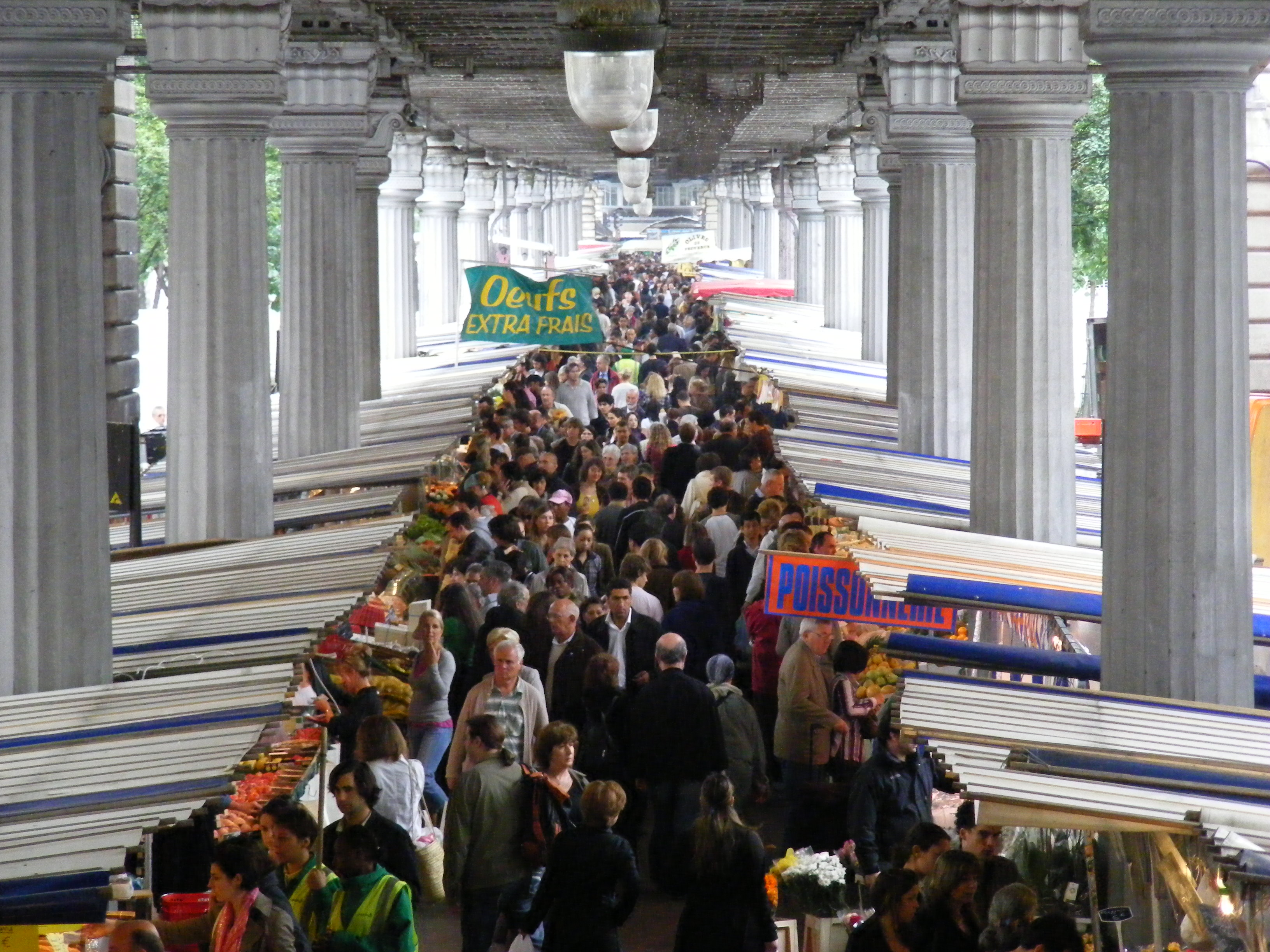
Marché de Grenelle le dimanche matin.

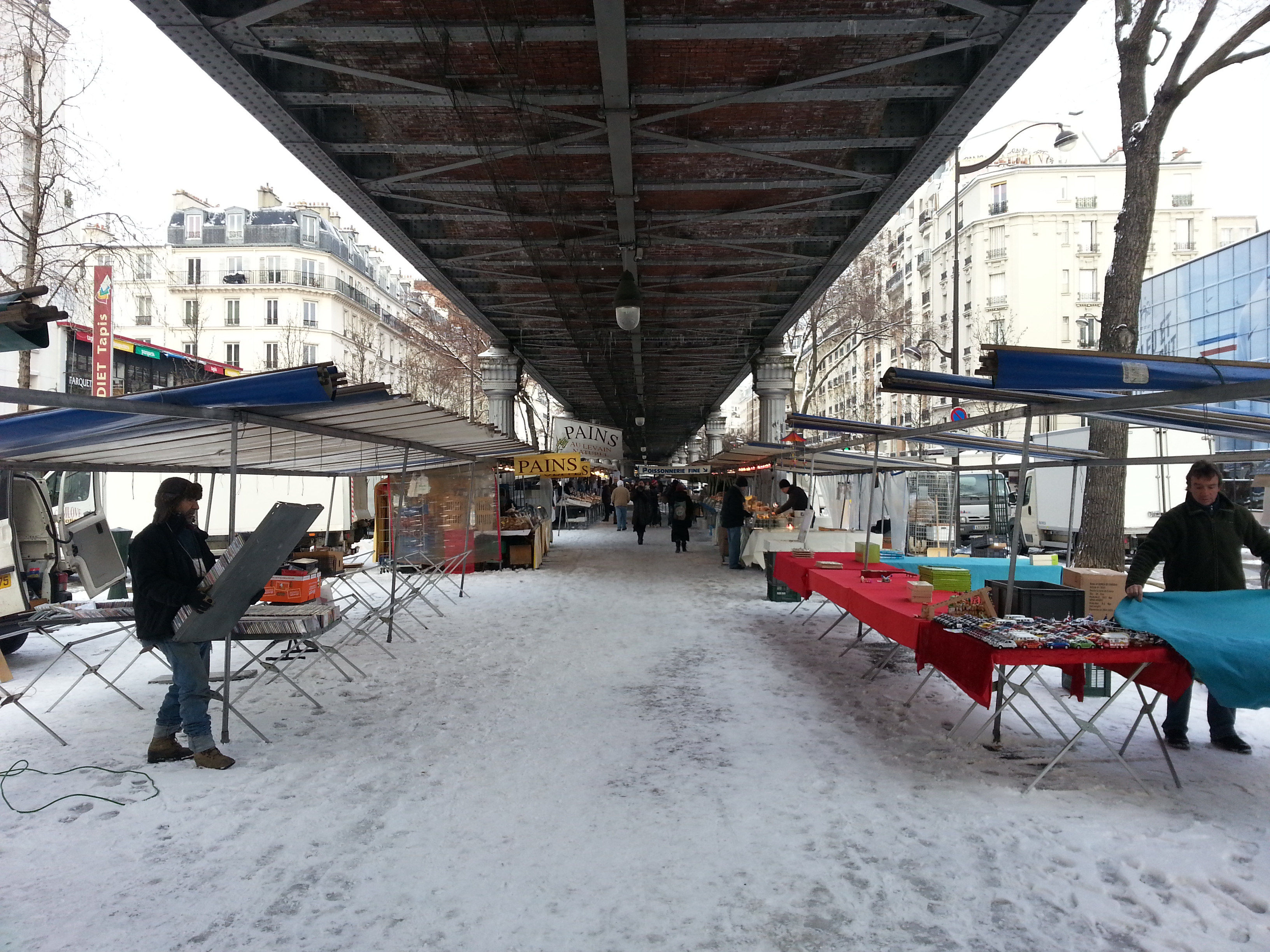
Installation des étals par temps de neige.

Le marché de Grenelle est un marché principalement de fruits et légumes situé dans le 15e arrondissement de Paris.

## Nom
C'était le marché historique du village de Grenelle, commune rattachée à Paris en 1860.

## Localisation
Le quartier dans lequel se trouve ce marché s'appelle le quartier de Grenelle.
Ce marché est protégé des intempéries par son placement sous la partie aérienne de la ligne 6 du métro de Paris. Les marchands disposent leurs étals sur une seule allée entre les stations Dupleix et La Motte-Picquet - Grenelle, entre les deux voies du boulevard de Grenelle.
Auparavant, ce marché se situait sur la rue du Commerce, rue principale du village de Grenelle (le mur des Fermiers généraux se dressait à la place du boulevard de Grenelle jusqu'en 1860).
Pendant les travaux de réhabilitation du métro 6 en 2014, le marché a été déplacé sur un trottoir du boulevard de Grenelle et sur les deux trottoirs du l'avenue de La Motte-Picquet.

## Horaires
- Mercredi matin
- Dimanche matin

### Autres marchés du15earrondissement
- Marché Cervantes
- Marché de la Convention
- Marché Saint-Charles
- Marché Lecourbe
- Marché aux Poissons
- Marché Lefèbvre
- Marché Georges-Brassens